# ジエゴ・ゴンサウベス
ジエゴ・ゴンサウベス（Diego Gonçalves、1994年9月22日 - ）は、ブラジル・サンパウロ州グアルジャ出身のプロサッカー選手。ポジションはフォワード。

## 来歴
AAポンチ・プレッタおよびフルミネンセFCの下部組織を経て、2013年7月にポルトガルに渡りSCオリャネンセとプロ契約を結んだ。8月のデビュー以来、アベル・シャヴィエル監督の下ではレギュラーでプレーしていたが、パウロ・アルヴェス監督交代後はポジションを失い、11月に登録を抹消された。
2014年1月、トライアルを経てアトレティコ・クルーベ・デ・ポルトゥガルに加入。しかし出番はほとんど無く、シーズン終了を以て退団。
2015年1月、母国ブラジルに帰国し前年度セリエCに降格したアソシアソン・ポルトゥゲーザ・ジ・デスポルトスに加入。2015年12月に契約を更新したが、2016年7月に契約を解除し退団。
ポルトゥゲーザ退団後、SCインテルナシオナルに加入。当初はBチーム登録で、10月からトップチームに昇格した。
2018年7月、SCインテルナシオナルからヴァンフォーレ甲府に期限付き移籍で加入。

## 個人成績
| 国内大会個人成績 | 国内大会個人成績 | 国内大会個人成績 | 国内大会個人成績 | 国内大会個人成績 | 国内大会個人成績 | 国内大会個人成績 | 国内大会個人成績 | 国内大会個人成績 | 国内大会個人成績 | 国内大会個人成績 | 国内大会個人成績 |
| 年度             | クラブ           | 背番号           | リーグ           | リーグ戦         | リーグ戦         | リーグ杯         | リーグ杯         | オープン杯       | オープン杯       | 期間通算         | 期間通算         |
| 年度             | クラブ           | 背番号           | リーグ           | 出場             | 得点             | 出場             | 得点             | 出場             | 得点             | 出場             | 得点             |
| 日本             | 日本             | 日本             | 日本             | リーグ戦         | リーグ戦         | リーグ杯         | リーグ杯         | 天皇杯           | 天皇杯           | 期間通算         | 期間通算         |
| ---------------- | ---------------- | ---------------- | ---------------- | ---------------- | ---------------- | ---------------- | ---------------- | ---------------- | ---------------- | ---------------- | ---------------- |
| 2018             | 甲府             | 11               | J2               | 11               | 1                | 1                | 0                |                  |                  |                  |                  |
| 通算             | 日本             | 日本             | J2               | 11               | 1                | 1                | 0                |                  |                  |                  |                  |
| 総通算           | 総通算           | 総通算           | 総通算           | 11               | 1                | 1                | 0                |                  |                  |                  |                  |